# أفاناسيفو
حضارة أفانسيفو، أو حضارة أفانسييفو (بالروسية: Афанасьево)، هي إحدى أول الحضارات الأثرية المعروفة جنوب سيبيريا، استوطنت حوض مينوسينسك وجبال ألتاي خلال العصر النحاسي منذ نحو العام 3300 وحتى العام 2500 قبل الميلاد. سُميت تلك الحضارة تيمنًا بجبل غورا أفانسييفا المجاور فيما يُعرف اليوم بمديرية بوغرادسكي (رايون بوغدراسكي) في جمهورية خقاسيا الواقعة ضمن روسيا الاتحادية.
يعتقد ديفد دبليو. أنثوني أن شعب أفانسيفو ينحدر من شعب هاجر في الفترة الواقعة بين نحو العام 3700 و3300 قبل الميلاد عبر السهوب الأوراسية من حضارة ريبن السابقة لحضارة يامنايا، والتي استوطنت منطقة نهري الدون والفولغا. ربط أنثوني، كالعديد من العلماء الأوائل مثل ليف كلاين وجاي بي مالوري وفيكتور إتش ماير، بين شعب أفانسيفو واللغة التُخارية البدائية، بسبب الموقع الجغرافي لشعب أفانسيفو والزمن الذي عاش فيه.

## تأريخ
مالَ الفهم الأثري الاصطلاحي إلى إرجاع حضارة أفانسيفو للفترة الواقعة بين نحو العام 2000 و2500 قبل الميلاد. لكن التأريخ بالكربون المشع أرجع زمنهم لعام 3705 قبل الميلاد بناءً على الأدوات الخشبية التي عُثر عليها، وإلى عام 2874 قبل الميلاد بناءً على البقايا البشرية. رُفض التاريخ الأبكر بين هذين التاريخين، واصطُلح تأريخ بداية حضارة أفانسيفو في نحو العام 3300 قبل الميلاد.

## الحضارة
لم تكن المقابر الجماعية شائعة لدى حضارة أفانسيفو. تشمل مقابر أفانسيفو مدافنًا إفرادية وجماعية في الآن ذاته، وجرت العادة أن يُثنى جسد المتوفي من منطقة الظهر أثناء دفنه في حفرة. رُتبت ونُسقت حفر الدفن بشكل مستطيل، وبشكل دائري في بعض الأحيان، بينما وُسمت حدود المدافن بأسوار حجرية. هناك جدل حول ما إذا كانت تلك المدافن تمثّل رقعة دفن عائلية تحوي 4 أو 5 حُفر خُصصت لنفس المجموعة الاجتماعية المحلية أم لا.
يشمل اقتصاد حضارة أفانسيفو البقر والخواريف والماعز. عُثر أيضًا على بقايا أحصنة، سواء كانت برية أم أليفة. أصبح شعب أفانسيفو أول شعب منتج للغذاء في المنطقة. صُنعت الأدوات من الحجارة (كالفؤوس ونصال الأسهم) والعظام (كخطاف السمك والسنان) وقرون الوعل. من بين الأدوات المصنوعة من قرون الوعل، صمم شعب أفانسيفو أدوات على الأرجح أنها استُخدمت لجامًا للخيول. عُثر على أشكال تمثيلية فنية تصوّر مركبات على عجلات في المنطقة نُسبت إلى حضارة أفانسيفو. عُثر أيضًا على حليّ مصنوعة من النحاس والفضة والذهب.

## علم الأجناس البشرية البيولوجي
في أفانسيفو غورا، استُخرجت سلالتان من اليرسينيا الطاعونية من أسنان كائن بشري. يعود تاريخ إحداها إلى الفترة الواقعة بين عامي 2909 و2679 قبل الميلاد، بينما يعود تاريخ الأخرى إلى فترة بين عامي 2887 و2677 قبل الميلاد. استُخرجت كلتا السلالتين من قبر (جماعي) يحوي 7 أشخاص، وافتُرض أن تلك السلالات كانت معاصرة تقريبًا لحضارة أفانسيفو. تحوي جينات السلالتين بروتين الفلاجيلين، وهو الذي يثير الاستجابة المناعية البشرية، لذا لا يمكن أن يكون سبب الوفاة هو الطاعون الدملي الذي تسببه اليريسينيا الطاعونية.

## علم الوراثة
تشمل دراسة وراثية من شهر يونيو عام 2015 نُشرت في مجلة نيتشر تحليلًا لـ 4 إناث من حضارة أفانسيفو. حمل الحمض النووي المتقدري –دنا ميتوكوندريا– لاثنتين منهما المجموعة الفردانية (هابلوغروب) J2a2a، بينما حملت أخرى هابلوغروب T2c1a2 وأخرى هابلوغروب U5a1a1. وجد مؤلفو الدراسة أن شعب أفانسيفو «يتعذر تمييزه جينيًا» عن شعب حضارة يامنايا. تشير النتائج إلى أن توسّع أسلاف شعب أفانسيفو نحو جبال ألتاي حدث إثر «هجرات على نطاق واسع وانزياحات أو تهجيرات سكانية»، بدون وقوع اختلاط مع السكان المحليين. وُجد أيضًا أن شعب أفانسيفو مرتبط بشكل قريب من حضارة بولتافكا. وفقًا لمؤلفي الدراسة، فالدراسة نفسها ترسخ النظرية القائلة أن شعب أفانسيفو هم من الهنود الأوربيين البدائيين، وربما كانوا أسلاف التخاريين.